# 翠里瑶族壮族乡
翠里瑶族壮族乡是中华人民共和国贵州省黔东南苗族侗族自治州从江县下辖的一个民族乡。

## 行政区划
翠里瑶族壮族乡下辖以下村级行政区划单位：
翠里村、宰转村、高文村、摆翁村、宰垮村、高开村、滚合村、高芒村、舒家村、联合村、南岑村、岑丰村、高武村、高克村、高华村、归吉村和污挖村。

## 中国传统村落
2013年8月，高华村被评为第二批中国传统村落。